# María del Rosario Guerra de La Espriella
María del Rosario Guerra de La Espriella, née le 15 octobre 1961 à Sincelejo, est une femme politique colombienne. Elle a été Ministre des Technologies de l'information et des Communications entre 2006 et 2010 sous la présidence d'Álvaro Uribe.